# Nate Wooley

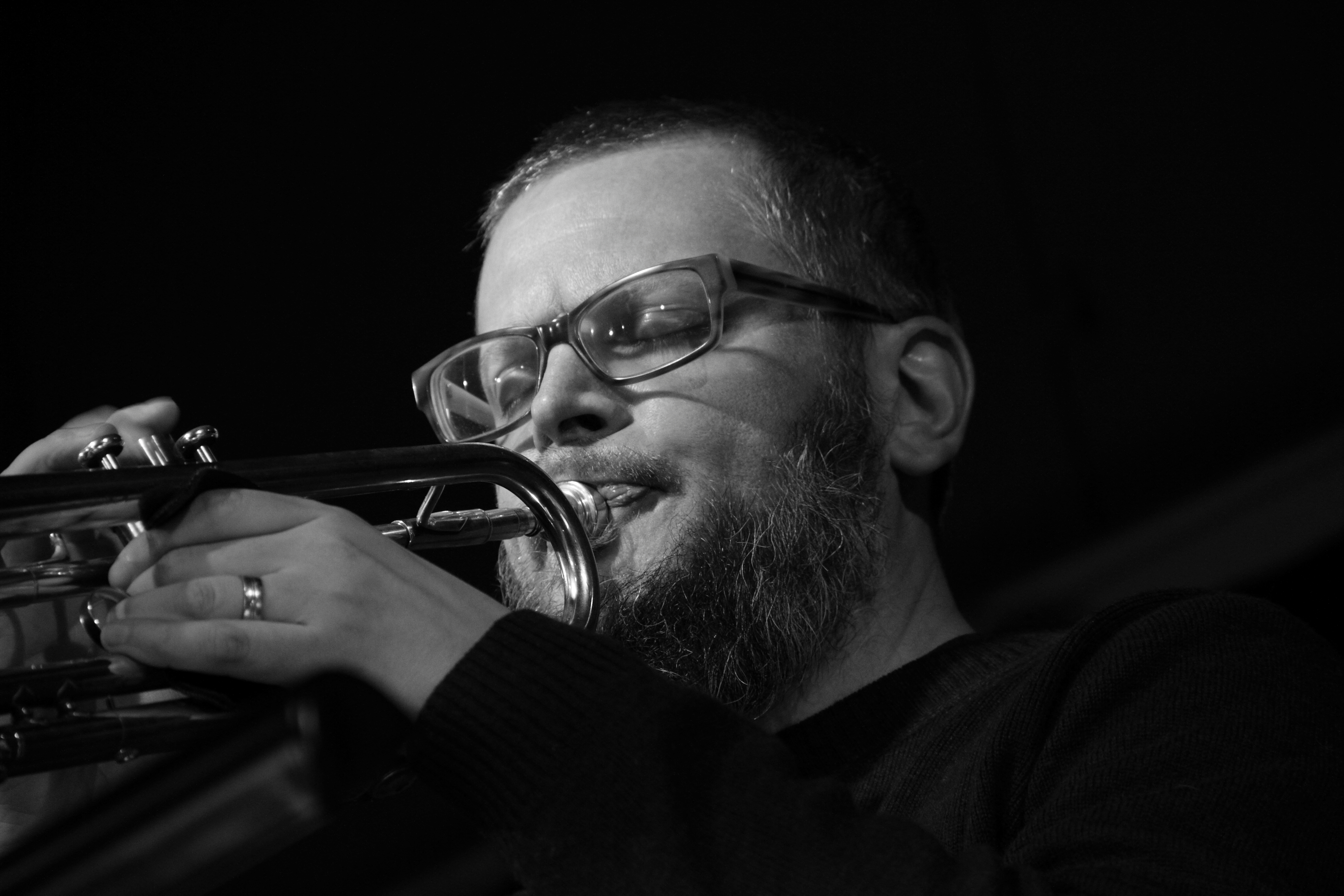
Nate Wooley, 2014

Nate Wooley (* 1974 in Clatskanie (Oregon)) ist ein US-amerikanischer Jazztrompeter und Improvisationsmusiker.

## Leben und Wirken
Wooley, der in einem Fischerdorf in Oregon aufwuchs, spielte seit dem dreizehnten Lebensjahr professionell Trompete, zunächst in der Gruppe seines Vaters. Während des Studiums in Colorado war er Schüler von Ron Miles, Art Lande, Fred Hess und Jack Wright. Er trat dann mit Musikern wie Anthony Braxton, Paul Lytton, John Zorn, Fred Frith und Marilyn Crispell auf. Weiterhin spielte er mit Bob Rainey, Alessandro Bosetti, Fritz Welch, Herb Robertson, Kevin Norton, Tony Malaby, Randy Peterson, Scott Rosenberg, Matt Moran, Chris Speed, Andrew D’Angelo, Tim Barnes, Okkyung Lee und Assif Tsahar. Zu hören ist er u. a. auch auf Sylvie Courvoisiers Chimaera (2023).
Neben Auftritten als Soloimprovisator leitet Wooley das Trio Blue Collar (mit Steve Swell und Tatsuya Nakatani), das Nate Wooley Quartet (mit Matt Moran, Reuben Radding und Take Toriyama) und spielt im Projekt Attack/Adorn/Decay.

## Preise und Auszeichnungen
2016 erhielt Nate Wooley den Artists Award der Foundation for Contemporary Arts. 2017 erhielt er für seine Ensemblearbeit Seven Storey Mountain ein Stipendium der Mid-Atlantic Arts Foundation. Time Out New York nannte ihn „einen ikonoklastischen Trompeter“, und Down Beat kürte ihn zum Jazzmusiker des Jahres. 2020 wurde er gemeinsam mit anderen Musikern mit dem Instant Award in Improvised Music ausgezeichnet.

## Diskographische Hinweise
- Blue Collar: Lovely Hazel, 2005
- Wrong Shape to Be a Story Teller, 2005
- Matt Hannafin/Brian Moran/Nate Wooley: This Machine Kills Fascists, 2005
- Daniel Levin: Blurry (Hatology, 2007)
- Nate Wooley/Fred Lonberg-Holm/Jason Roebke: Throw Down Your Hammer and Sing, 2007
- (Put Your) Hands Together (Clean Feed, 2011)
- Trumpet/Amplifier (Smeraldina-Rima, 2011)
- (Sit In) The Throne of Friendship (Clean Feed Records, 2013), mit Josh Sinton, Matt Moran, Eivind Opsvik, Dan Peck, Harris Eisenstadt
- Seven Storey Mountain III And IV (2013), mit David Grubbs, Paul Lytton, Matt Moran, Chris Dingman
- Nate Wooley/Hugo Antunes/Chris Corsano: Malus (NoBusiness Records, 2014)
- Ken Vandermark, Nate Wooley, Sylvie Courvoisier und Tom Rainey: Noise of Our Time (2018)
- From Wolves to Whales: Strandwal (2019)